# プライド・カムリ
プライド・カムリ（ウェールズ語: Plaid Cymru、英語: The Party of Wales、「ウェールズ党」）は、イギリスのウェールズの地域政党。独立国としてのウェールズ建国を最終目的としている。ウェールズ国民党やウェールズ民族党などとも表記される。
結成されたのは1925年だが、議席を最初に得たのは1966年であった。現在、イギリス下院に4議席、ウェールズ議会では60議席中12議席を占めている。
政策的にはウェールズ独立・ウェールズ民族主義のほかに民主社会主義・社会民主主義を掲げており、左派寄りの傾向がある。小選挙区制が導入されているイギリス下院では5議席以下で低調だが、小選挙区比例代表併用制であるウェールズ議会では大きな力を持っている。
欧州規模の政党組織である欧州自由同盟に加わっている。
元党首のイェイアン・ウィン・ジョーンズは、ウェールズ自治政府の副首相も務めた。
2016年のイギリスの欧州連合離脱是非を問う国民投票で欧州連合（EU）離脱がほぼ確実となったことを受け、党首（当時）のリアーン・ウッドは同年6月27日、EUに残るためにウェールズ独立の動きを加速させることを表明した。